# IC 2563
IC 2563 — галактика типу SBcd/P () у сузір'ї Насос.
Цей об'єкт міститься в оригінальній редакції індексного каталогу.